# Oksana Lapschina
Oksana Lapschina (ukr. Оксана Лапшина) – ukraińska zapaśniczka walcząca w stylu wolnym
Zajęła szóste miejsce na mistrzostwach świata w 1993. Srebrna medalistka mistrzostw Europy w 1993 roku.